# Martin Compston
Martin Compston (ur. 8 maja 1984 w Greenock) – szkocki aktor filmowy i telewizyjny, były piłkarz. W 2002 roku, jako osiemnastolatek, otrzymał nominację do Europejskiej Nagrody Filmowej za rolę w swoim debiucie aktorskim, filmie Słodka szesnastka. Od 2012 r. występuje w roli głównej w serialu kryminalnym Line of Duty. 

## Życiorys

### Kariera piłkarska
Jako nastolatek planował karierę piłkarską. Występował w zespołach młodzieżowych klubu Abeerdeen F.C., zaś po ukończeniu szkoły podpisał seniorski kontrakt z pochodzącym z jego rodzinnego miasteczka Greenock Morton F.C. W sezonie 2001/2002 wystąpił w dwóch meczach Scottish Football League Second Division, choć w obu przypadkach wchodził z ławki jako rezerwowy. 

#### Wybrana filmografia
Compston zgłosił się na casting do filmu Słodka szesnastka Kena Loacha, choć nigdy wcześniej nie występował jako aktor. Otrzymał główną rolę, która przyniosła mu w rodzinnej Szkocji tak dużą popularność, iż zdecydował się zrezygnować z kariery sportowej i poświęcić się zawodowo aktorstwu. W latach 2003–2005 należał do głównej obsady popularnego szkockiego serialu BBC Monarch of the Glen, grywał także w kolejnych filmach. W 2005 pojawił się w antologicznym obrazie Bilety, a rok później w amerykańskim, choć kręconym w Szkocji, filmie Wszyscy twoi święci. W 2008 znalazł się w obsadzie filmu science-fiction Doomsday, a rok później zagrał w Przeklętej lidze. W 2009 zagrał także w filmie Uprowadzona Alice Creed.  W 2012 pojawił się w szwajcarskim filmie Twoja siostra. 
W 2012 wystąpił także w głównej roli w pierwszej serii serialu kryminalnego Line of Duty, który przyniósł mu szeroką popularność w całej Wielkiej Brytanii. W kolejnych latach zagrał jeszcze w czterech odsłonach tego serialu, zaś w 2020 r. bierze udział w zdjęciach do szóstej serii. 
W 2013 wystąpił w ekranizacji jednego z opowiadań Agathy Christie ze zbioru Tajemnica gwiazdkowego puddingu, realizowanej w cyklu Agatha Christie: Panna Marple. W tym samym roku zagrał w czarnej komedii Brud, a także w miniserialu The Great Train Robbery, opowiadającym o brytyjskim napadzie stulecie z 1963 roku.  W 2014 zagrał gościnną rolę w serialu Milczący świadek. W 2019 pojawił się w filmie W domu innego. 

### Życie prywatne
W 2016 Compston poślubił pochodzącą z Las Vegas amerykańską aktorkę Tiannę Chanel Flynn, wspólnie z którą zamieszkał w jej rodzinnym mieście. 